# Plan Ibarretxe
Der Plan Ibarretxe (offizielle Bezeichnung: Propuesta de Estatuto Político de la Comunidad de Euskadi; deutsch: Vorschlag zu einem politischen Statut der Gemeinschaft des Baskenlandes) sah vor, das Autonomiestatut des Baskenlandes von 1979 zu reformieren, um mehr Unabhängigkeit zu erlangen und letztendlich souverän zu werden. Der Plan wurde nach seinem Verkünder Juan José Ibarretxe, dem damaligen Lehendakari (Präsidenten) des Baskenlandes, benannt.

## Inhalt
Der Plan sah ein neues Autonomiestatut vor, das auf drei Pfeilern ruhte:
- Das baskische Volk ist ein europäisches Volk mit eigener Identität.
- Das Recht des baskischen Volkes, seine Zukunft selbst zu entscheiden, verstanden als das Recht auf Selbstbestimmung.
- Die Entscheidungen der Bürger jeder Region des Baskenlandes (Autonome Gemeinschaft Baskenland, Navarra, französisches Baskenland oder auch Iparralde, siehe auch Baskenland) sollen von den anderen Völkern Europas akzeptiert werden.

Darüber hinaus schlägt er eine Reihe von Reformen vor:
- Freiheit der Beziehungen mit Navarra und dem französischen Baskenland, basierend auf den Entscheidungen, die jede der Regionen trifft.
- Eine autonome Gerichtsbarkeit.
- Spanien soll eine direkte Repräsentation in der EU garantieren, so wie dies in den Niederlanden, Belgien und den Deutschen Bundesländern der Fall ist.
- Garantien, dass das neue Statut nicht einseitig beschränkt oder annulliert werden kann. Dafür soll das Tribunal Constitucional (Verfassungsgericht) angepasst und eine bilaterale Kommission zur Konfliktlösung geschaffen werden; Verträge und internationale Abmachungen, die das Baskenland betreffen, bestätigt es, bevor sie in Kraft treten.
- Anerkennung der baskischen Bürgerschaft und Nationalität aller Einwohner dieser Gemeinschaft, damit diese die doppelte, spanische und baskische, Staatsbürgerschaft erlangen. Die Erlangung der einen oder anderen Staatsbürgerschaft vermindert oder steigert nicht die Rechte und Pflichten.
- Offizielle baskische Sportauswahlen
- Ausschließliche Kompetenz in der öffentlichen Verwaltung, Bildung, Kultur, Sport, Sprachpolitik, Finanzen, Wohnungsbau, Umwelt, Infrastruktur, Transport, öffentlichen Sicherheit, Arbeit und Sozialversicherung.

Ausgespart bleiben: Verteidigung, Bürgerliche-, Handels- und Strafgesetzgebung (ausgenommen das autonome Zivilrecht und die Verträge der öffentlichen Verwaltung), Handelsmarine, Zugang zur spanischen Nationalität (Immigration, Asylrecht …), Produktion, Handel, Besitz von Waffen und Sprengstoffen, Luftraumüberwachung und Außenpolitik.
Der Plan Ibarretxe weitet die bestehenden Autonomierechte stark aus und würde zu einer weitgehenden Unabhängigkeit des Baskenlandes führen (Spanien würde so de facto eine Konföderation werden).

## Verlauf
Der Plan wurde von Ibarretxe im September 2001 im baskischen Parlament angekündigt und am 25. Oktober 2003 vorgestellt. Das baskische Parlament nahm ihn am 30. Dezember 2004 mit der absoluten Mehrheit von 39 zu 35 Stimmen an und entschied, ihn an das Spanische Parlament weiterzuleiten.
Im Januar 2005 wurde der Plan vom baskischen Parlamentspräsidenten zur Debatte und Abstimmung an den spanischen Parlamentspräsidenten weitergeleitet. Am 1. Februar 2005 wurde er mit 313 Nein-Stimmen (PSOE, PP, Vereinigte Linke, Kanarische Koalition und CHA) zu 29 Ja-Stimmen (PNV, ERC, CiU, EA, Na-Bai und BNG) bei 2 Enthaltungen (IC-V) abgelehnt.
Am 28. September 2007 kündigte Ibarretxe an, im Oktober 2008 ein Referendum über die „politische Zukunft“ des Baskenlandes abzuhalten. Von Seiten der Sozialisten wird die Wiederaufnahme des Plans abgelehnt, da die Terrororganisation ETA – die sich offiziell gegen dieses Autonomiestatut ausgesprochen hatte, eben weil es nicht die vollständige Unabhängigkeit des Baskenlandes garantierte – im Juni 2007 ihre Waffenruhe offiziell beendet hatte.